# Luke Danes
Lucas "Luke" Danes er en fiktiv person i tv-serien Gilmore Girls spillet af Scott Patterson.
Luke voksede op i Stars Hollow og gik på gymnasiet der, hvor han også deltog og udmærkede sig på deres løbehold. Han er en indesluttet og udadtil uimødekommende mand med konstante skægstubbe. Han har altid (på nær få gange til speciele lejligheder) en kasket på, der vender omvendt samt en ternet skjorte.
Luke ejer og bestyrer dineren Luke's Diner i sin fars forhenværende isenkramsforretning beliggende på en af hovedgaderne i Stars Hollow. Skiltet "Williams Hardware" hænger stadig foran indgangen til cafeteriet.
Luke's Diner er stedet hvor Luke mødte Lorelai og hendes datter Rory, som han igennem lang tid fremstår som en faderfigur for.